# Кристиан Август Августенбургский
Кристиан Август (нем. Christian August von Schleswig-Holstein-Sonderburg-Augustenburg;19 июля 1798, Копенгаген — 11 марта 1869, Пшемкув, Нижнесилезское воеводство) — герцог Шлезвиг-Гольштейн-Зондербург-Аугустенбургский, старший сын герцога Фридриха Кристиана. По матери, принцессе Луизе Августе, официально считался внуком датского короля Кристиана VII.

## Биография
Получил высшее образование в Женеве и Гейдельберге.
Июльская революция усилила в Голштинии и Шлезвиге сепаратистские стремления; стремление Дании неразрывно присоединить герцогства к монархии встретило отпор со стороны патриотов, допускавших лишь личную унию с Данией; движению благоприятствовала шаткость престолонаследия в датской монархии. Со времени вступления на датский престол Кристиана VIII наследственный вопрос сильно запутался. Единственный сын короля (впоследствии король Фредерик VII) был бездетен. С его смертью должна была угаснуть главная линия датского королевского рода. На основании «королевского закона» Фредерика III (1665 год) в случае прекращения мужского потомства в королевском роде наследство должно было перейти к ближайшей родственнице или её потомству, в данном случае — к потомству сестры короля, Шарлотты. В герцогствах Шлезвиге и Голштинии оставалось, однако, в силе германское наследственное право, по которому мужские представители боковой линии имеют преимущество перед женскими представительницами главной линии. Патриоты в герцогствах питали поэтому надежду на обособление от Дании.
В боковой королевской линии (Зондербургской) старшинство имела Аугустенбургская ветвь в лице герцога Кристиана, к которому и должны были перейти права на Шлезвиг и Голштинию. Изданная 8 июля 1846 года королевская декларация повела к полному разрыву с Аугустенбургским домом. 30 июля герцог Кристиан торжественно протестовал против декларации; его примеру последовали и другие члены герцогской фамилии. Вместе с патриотами шлезвигского собрания чинов Кристиан потребовал от короля отдельного управления герцогств, соединения шлезвигского сейма с голштинским и предоставления сейму права определять налоги и иметь решающий голос в законодательстве. Отказ короля признать эти требования повёл к выходу Кристиана вместе с 39 другими членами из состава собрания чинов.
Во время войны 1848—1850 годов герцог со всей своей фамилией был на стороне Шлезвиг-Голштинии против Дании.
С восстановлением датского владычества в 1851 году герцог должен был бежать; имения его, на которые уже в 1848 году был наложен арест, были спасены от конфискации только благодаря заступничеству русского императора. Прусское правительство вступило с Кристианом в переговоры; в результате получился акт от 30 декабря 1852 года, по которому герцог уступал свои имения датскому правительству за 2 250 000 прусских талеров. В этот же передаточный акт была включена статья, в которой Кристиан за себя и за своё потомство обязывался не препятствовать новому порядку наследования в землях датской монархии. Это обязательство, вынужденное угрозами дальнейших репрессий, не было признаваемо юридически обязательным; брат герцога и сын его, наследный принц Фридрих, в особых протестах настояли на своих наследственных правах.
После смерти датского короля Фридриха VII Кристиан не вернулся на политическое поприще, отрекшись (акты от 16 ноября и 25 декабря 1863 года) от своих прав на Шлезвиг-Голштинию в пользу своего старшего сына, который принял титул Фридриха VIII.

## Семья
Жена — Луиза София фон Данескьолд-Самсоэ (1796—1867), дочь Кристиана Конрада Софуса, графа фон Данескьолд-Самсоэ. Дети:
- Александр Фридрих Георг (1821—1823)
- Луиза Августа (1823—1872)
- Фридерика Мария (1824—1872)
- Каролина Амалия (1826—1901)
- Вильгельмина Фридерика (1828—1829)
- Фридрих VIII (1829—1880), женат на Адельгейде, принцессе Гогенлоэ-Лангенбургской (1835—1900)
- Кристиан (1831—1917), женат на Елене (1846—1923), принцессе Великобритании и Ирландии
- Генриетта (1833—1917), замужем за Фридрихом фон Эсмархом, известным хирургом.

## Награды
- Орден Святого апостола Андрея Первозванного[3]
- Орден святой Великомученицы Екатерины